# Érdes galóca
Az érdes galóca (Amanita franchetii) a galócafélék családjába tartozó, Európában és Észak-Afrikában honos gombafaj.

## Megjelenése
Az érdes galóca kalapja 4–12 cm átmérőjű, alakja fiatalon félgömb, majd domború, végül teljesen kiterül. Széle nem vagy csak gyengén barázdált. Színe világosbarna vagy okkerbarna, a közepe feketésbarnás; rajta nagyszámú, letörölhető, sárgásbarna pöttyel. Húsa puha, fehér vagy halványsárgás, a kalap bőre alatt világosbarna. Szaga kellemes de nem jellegzetes, íze enyhe.
Lemezek sűrűn állók, szabadok. Élük finoman csipkézett. Színük fehér, idősen halvány krémszínű. Spórapora fehér, spórái oválisak, 7-9 x 5-7 mikrométeresek.
Tönkje 5–15 cm magas és 1–2 cm vastag. Jól fejlett, krémszínű gallérja van. A tönk a gallér fölött fehér, sima felületű, alatta halványsárgás, pelyhes. Alakja felfelé vékonyodó, alul gumós. Bocskora nincs.
A mediterrán régióban él egy teljesen fehér változata (A. franchetii var. lactella).

### Hasonló fajok
Hasonlít hozzá az ehető szürke galóca és a piruló galóca.  

## Elterjedése és termőhelye
Európai és észak-afrikai faj, főleg a mediterrán térségben gyakori, ahol elsősorban tölgy- és gesztenyeerdőkben található meg. Magyarországon ritka. Meszes talajú lomberdőkben, ritkábban fenyvesekben él. Júniustól októberig terem, fagymentes helyen egész télen át megmaradhat.
Elvileg ehető, bár Kínában halálos mérgezést írtak a számlájára. Fogyasztása nem ajánlott. 

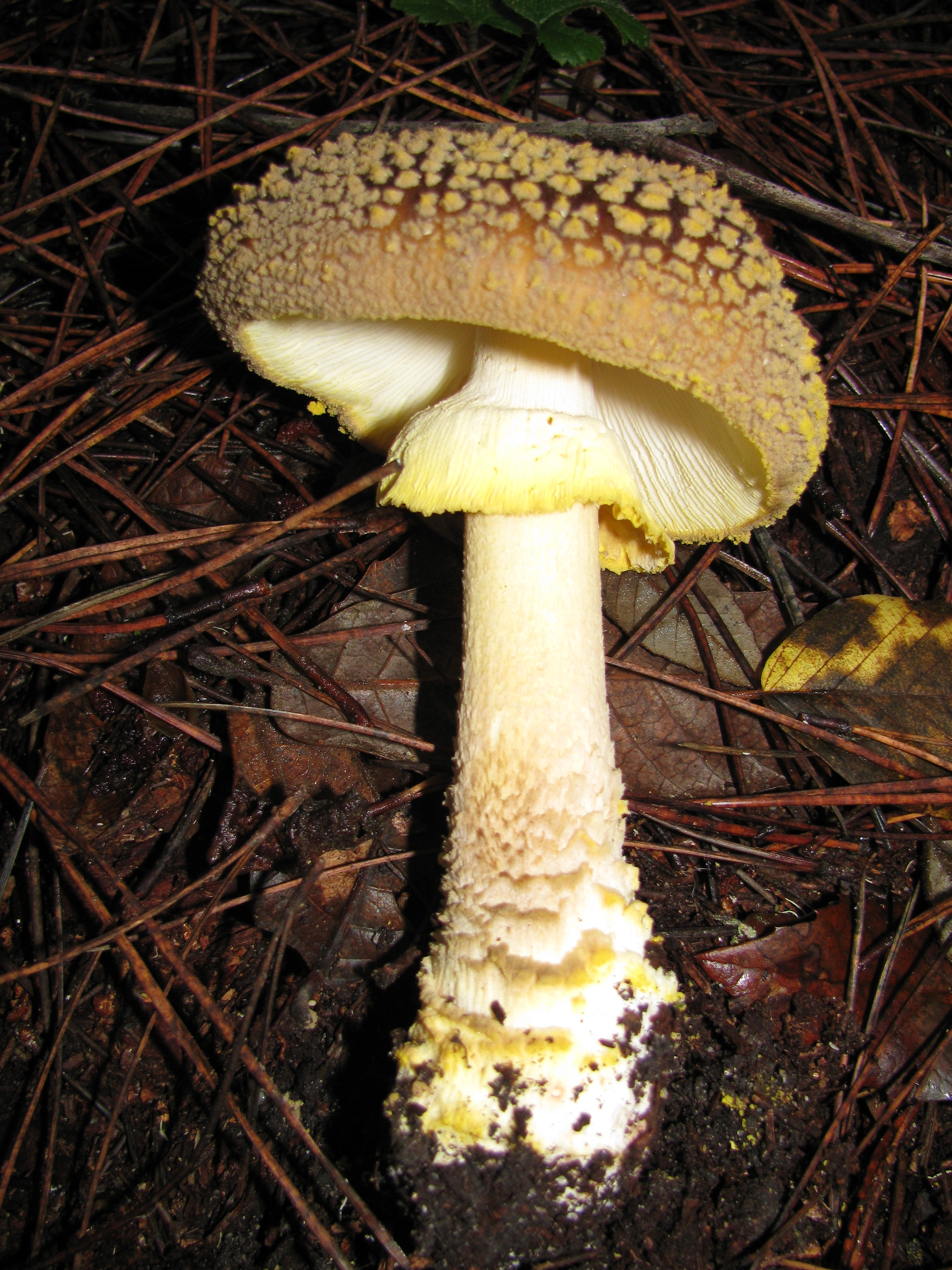
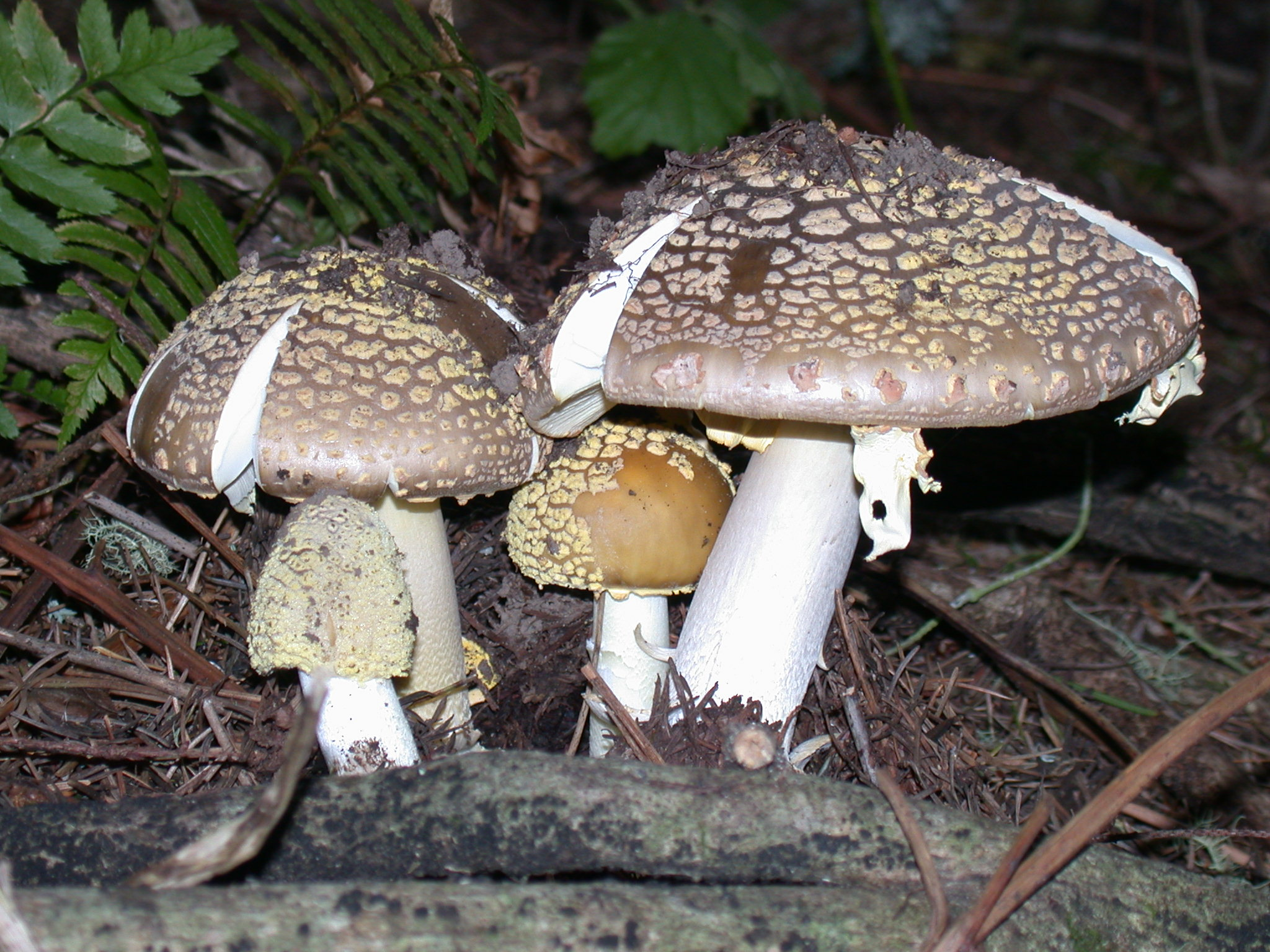
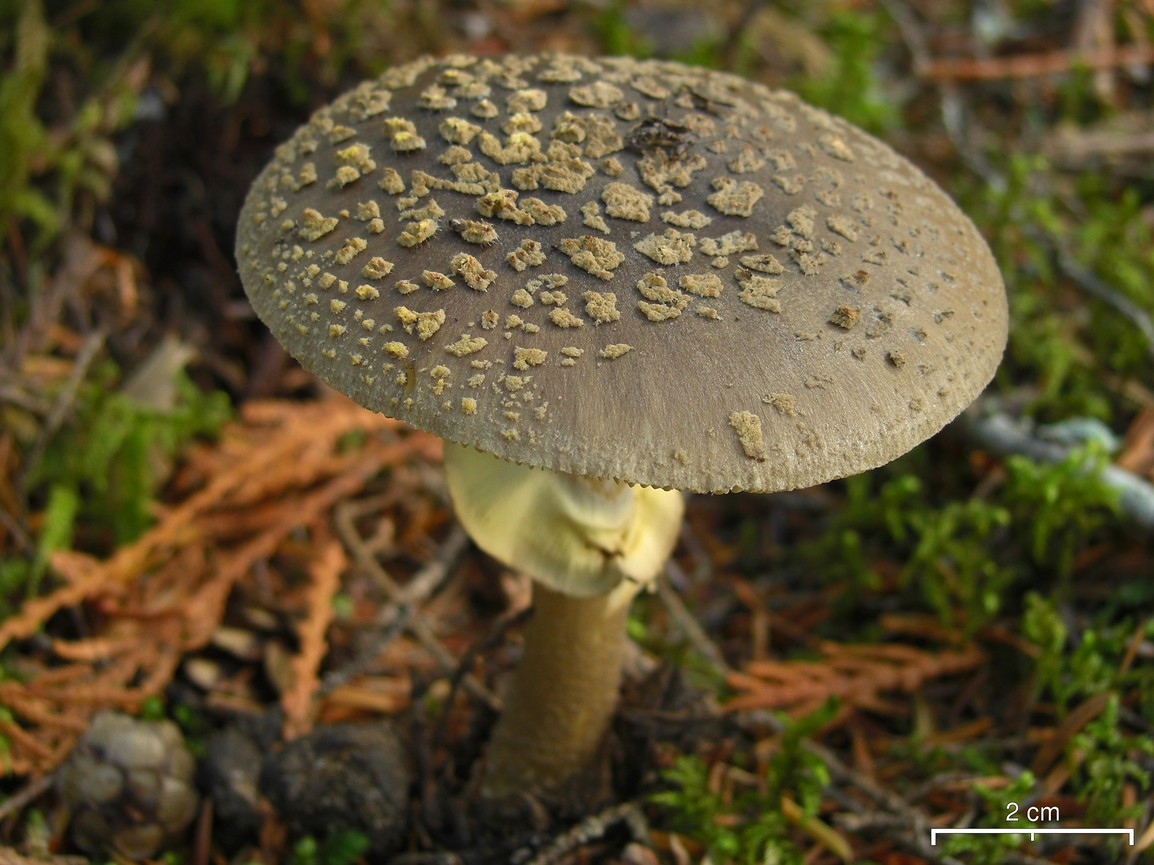
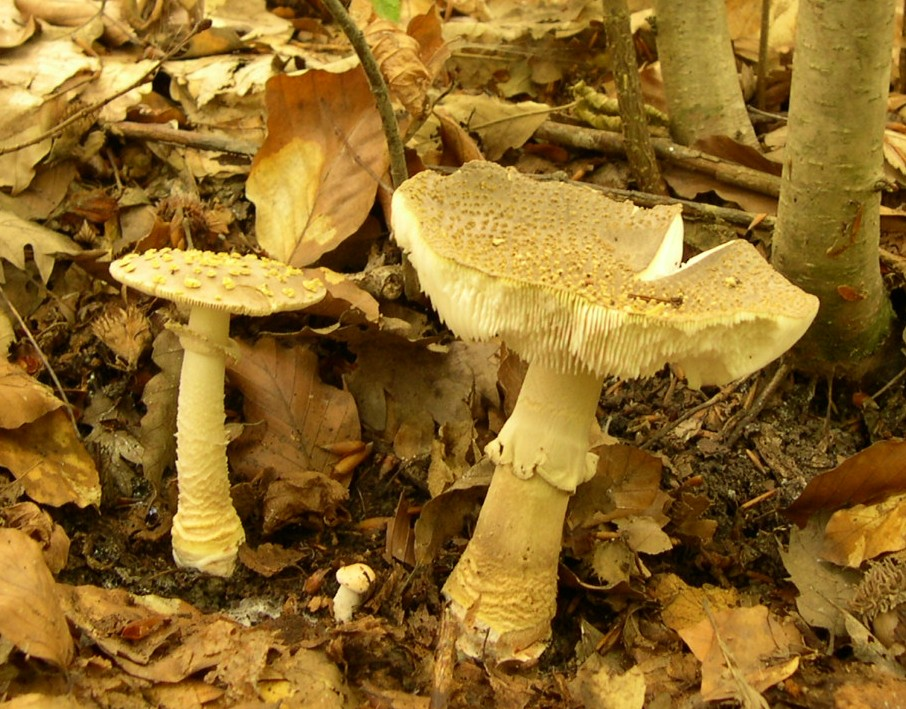